# NGC 5754
NGC 5754 is een balkspiraalstelsel in het sterrenbeeld Ossenhoeder. Het hemelobject ligt 208 miljoen lichtjaar van de Aarde verwijderd en werd op 16 mei 1787 ontdekt door de Duits-Britse astronoom William Herschel. Samen met NGC 5752, NGC 5753 en NGC 5755 behoort het tot de kleine cluster Arp 297.

## Synoniemen
- UGC 9505
- MCG 7-30-61
- ZWG 220.52
- Arp 297
- IRAS 14432+3856
- PGC 52686